# Pogonatum marginatum
Pogonatum marginatum là một loài Rêu trong họ Polytrichaceae. Loài này được Mitt. miêu tả khoa học đầu tiên năm 1859.